# Heidi Hendrickx
Heidi Hendrickx (Antwerpen, 8 april 1952) is een Belgisch pianist.
Ze kreeg haar opleiding van Firmin Van der Loo. In 1963 werd zij winnaar van een concours voor jeugdige musici in eigen land. Ze werd ook jongste laureate van de Internationale Wedstrijd Jeugd en Muziek gehouden in Palma de Mallorca. Twee jaar later maakte ze, nog studerend aan het gymnasium, haar debuut in Nederland tijdens een concert in Museum Boijmans Van Beuningen. Ze won ook weer een prijs in Hamburg (Steinway Wedstrijd). Er kwam een vervolgstudie aan het Koninklijk Conservatorium Antwerpen, docent aldaar was Lode Backx en haalde ook daar in 1969 een eerste prijs. Vervolgens ging ze vijf jaar studeren aan het Conservatorium van Moskou. In 1973 kwamen er opnieuw prijzen (prijs Alex de Vries en zilveren medaille Robert Schumann) en was ze te horen tijdens een van de uitzendingen van Jonge mensen op weg naar het concertpodium. Ze vormde samen met haar man Levente Kendé een pianoduo onder meer tijdens de door hun geïnitieerde Pulhof-concerten in en rondom Berchem. Ondertussen werkte ze verder aan haar solistenbestaan. In 1983 ontving ze samen met haar man de Fugatrofee van de Unie van Belgische Componisten vanwege opnamen en concerten met Belgisch pianorepertoire.
Zoon Nicolaas Kende werd eveneens pianist.